# Bni Chegdale
Bni Chegdale (franska: Bni Chegdale (CR), Bni Chegdale (Commune Rurale), arabiska: الخالفية) är en kommun i Marocko.   Den ligger i provinsen Fquih Ben Salah och regionen Béni Mellal-Khénifra, 170 km söder om huvudstaden Rabat. Antalet invånare är 11 582.